# Armand de Gramont
Guy Armand de Gramont, Comte de Guiche (* 1637; † 29. November 1673 in Kreuznach) war ein französischer Höfling, Abenteurer und Militär.

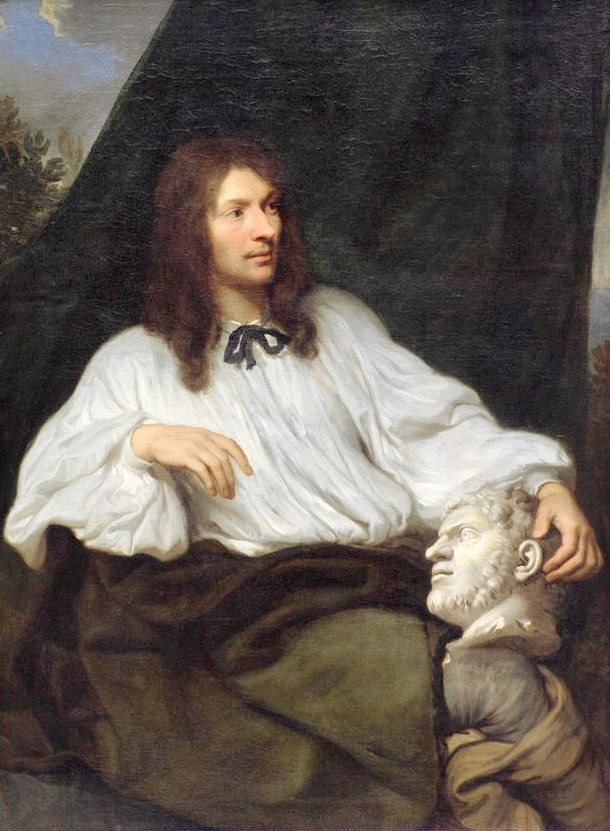
Comte de Guiche 1657

Er entstammte dem alten südfranzösischen Adelsgeschlecht Gramont und war der Sohn von Antoine III. de Gramont, Herzog von Guiche und Marschall von Frankreich, und von Françoise-Marguerite du Plessis, einer Nichte von Kardinal Richelieu. Seine Schwester Catherine Charlotte de Gramont galt am Hof als Schönheit, war nach ihrer Heirat 1660 Prinzessin von Monaco, Hofdame der Herzogin von Orléans und später kurze Zeit Geliebte von Ludwig XIV.
Gramont war am französischen Hof für galante Abenteuer bekannt und fand Eingang in die Histoire amoureuse des Gaules von Bussy-Rabutin. Er galt als einer der bestaussehenden Höflinge, aber auch als eitel, arrogant und hochfahrend. Dabei war er bisexuell, gehörte einerseits zum homosexuellen Umkreis von Philippe I., Herzog von Orléans, dem Bruder von Ludwig XIV., galt aber auch als Liebhaber von dessen Ehefrau Henrietta Anne Stuart (Herzogin von Orléans), worüber der Herzog nicht sehr erfreut war, und machte Louise de La Vallière den Hof, die aber Geliebte von Ludwig XIV. wurde.
Philippe d’Orléans hatte sich schon als 18-Jähriger in ihn verliebt, seine Cousine Anne Marie berichtet, bei einem Maskenball im Jahre 1658 habe Gramont ihm beim Tanzen Fußtritte in den Hintern versetzt, eine Vertraulichkeit, die ihr doch zu weit zu gehen schien, doch Philippe habe alles gut gefunden, was von ihm kam. 1662 wurde er vom Hof verbannt, da er sich mit der eifersüchtigen Herzogin von Orléans zusammengetan hatte, um einen Keil zwischen den König und die La Vallière zu treiben (worin ihn seine Schwester als Hofdame und Vertraute der Herzogin unterstützte).
Gramont diente dann in ausländischen Armeen, zuerst für die Polen gegen die Türken und dann für die Niederländer gegen England und 1665 gegen den Bischof von Münster in der Provinz Overijssel. 1666 war er mit seinem Schwager, dem Herzog von Monaco, an Bord der De 7 Provincien, des Flaggschiffs von Admiral de Ruyter in der Viertageschlacht. 1669 kehrte er nach Frankreich und 1671 an den Hof zurück. 1672 nahm er am Holländischen Krieg teil, dem Versuch der Invasion der Niederlande durch Ludwig XIV. Dabei erlangte er Ruhm, als er als Erster der Armee den Rhein durchschwamm und gab so ein Beispiel, dem die Armee folgte. Bald darauf erkrankte er (möglicherweise an den Folgen des Rhein-Durchquerens) und starb.
1658 heiratete er Marguerite-Louise-Suzanne de Bethune Sully, Comtesse de Guiche (1642–1726).
Er hinterließ Memoiren (wie auch sein Vater und Onkel).